# Orcula pseudodolium
Orcula pseudodolium es una especie de molusco gasterópodo de la familia Orculidae en el orden de los Stylommatophora.

## Distribución geográfica
Es endémica de Austria.